# Pluscula cuica
Pluscula cuica是頭楯目壳蛞蝓总科之下的一個海洋腹足綱軟體動物的物種。
Pluscula cuica一直都是Pluscula屬唯一的一個物種；而Pluscula屬一直都是Plusculidae科 Franc, 1968唯一的一個屬，直到2010年被認為是Philinoglossidae科的異名而被吸收。

## 分佈
本物種目前只曾在南美洲巴西聖保羅市對開的西大西洋海岸發現過。